# Nic Jones (Musiker)

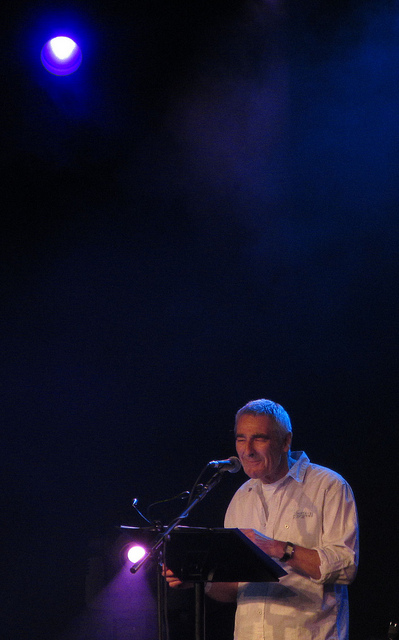
Nic Jones, 2012

Nicolas Paul „Nic“ Jones (* 9. Januar 1947 in Orpington) ist ein englischer Folk-Sänger, Gitarrist und Fiddler. Ein schwerer Autounfall beendete 1982 seine Karriere.

## Biografie
Nic Jones wuchs in Essex auf. Ende der 1960er Jahre war er Mitglied der Folk-Band The Halliard. Ab 1969 trat Jones solo auf und veröffentlichte fünf Alben. Sein letztes, Penguin Eggs aus dem Jahr 1980, gilt als Meilenstein des britischen Folks. Im Februar 1982 hatte Jones auf der Rückfahrt von einem Auftritt einen schweren Autounfall, der einen achtmonatigen Krankenhausaufenthalt zur Folge hatte und zu permanenten Einschränkungen seiner Motorik führte, was seine Musikerkarriere beendete. Nach 28 Jahren Pause stand er 2010 erstmals wieder auf der Bühne und tritt seitdem wieder regelmäßig als Gitarrist auf.

## Diskografie

### Studioalben
- Ballads and Songs (1970), nur als Vinylplatte
- Nic Jones (1971), nur als Vinylplatte
- The Noah’s Ark Trap (1977), nur als Vinylplatte
- From the Devil to a Stranger (1978), nur als Vinylplatte
- Penguin Eggs (1980)

### Livealben
- In Search of Nic Jones (1998)
- Unearthed (2001)
- Game Set Match (2006)

alle Aufnahmen von vor 1982